# 대전대성여자고등학교
대전대성여자고등학교(大田大聖女子高等學校)는 대한민국 대전광역시 동구 가양동에 있는 사립 고등학교이다.

## 학교 연혁
- 1955년 2월 16일 : 학교법인 대성학원 설립 인가
- 1964년 12월 5일 : 대전여자실업고등학교 설립인가
- 1965년 3월 1일 : 대전여자실업고등학교 개교(6학급) 초대 안기석 교장 취임
- 1966년 12월 20일 : 대성여자실업고등학교로 교명 변경 인가
- 1973년 9월 7일 : 대성여자상업고등학교로 교명 변경 인가(21학급)
- 1990년 10월 8일 : 대성여자상업고등학교 학급 증설(36학급)
- 1999년 8월 16일 : 대성여자정보과학고등학교로 교명 변경 인가
- 2006년 6월 18일 : 회계ㆍ정보 특성화고등학교 지정 인터넷정보과 6학급, 회계정보과 5학급으로 학칙 변경 인가
- 2009년 12월 31일 : 특수학급 1학급 신설
- 2010년 10월 22일 : 대성여자고등학교로 교명변경 인가
- 2017년 3월 1일 : 대전대성여자고등학교 교명 변경 인가(21학급)
- 2018년 7월 9일 : 금융회계, 비서사무과 9학급→경영회계과 3학급(6학급 감축) 치의간호과정 1학급 신설, 미디어디자인과 2학급 신설, 외식조리과 2학급 신설, 뷰티디자인과 1학급 신설 학과개편
- 2023년 3월 1일 : 경영회계과 3학급→경영회계과 2학급(1학급 감축), 반려동물(산업경영)과 1학급 신설 학과개편
- 2024년 1월 9일 : 제57회 졸업식 (총 졸업생수 25,610명)
- 2024년 3월 4일 : 2024학년도 입학생 (11학급 205명)
- 2024년 9월 1일 : 제17대 고재석 교장 취임

## 설치 학과
- 보건간호과
- 뷰티디자인과
- 미디어디자인과
- 경영회계과
- 외식조리과
- 반려동물산업경영과

## 참고 자료
- 대전대성여자고등학교 - 한국교육학술정보원 학교알리미